# Kosmadei
Das Dorf Kosmadei (griechisch Κοσµαδαίοι (m. pl.)) liegt auf etwa 600 m Höhe und ist damit eines der höchstgelegenen Dörfer der griechischen Insel Samos.
Kosmadei liegt auf einem flachen Bergrücken im nordöstlichen Kerkis-Gebiet inmitten von Weinbergen. In der weiteren Umgebung des Dorfes finden sich auch Obst-, Oliven- und Walnussbäume, Pappeln sowie in höheren Lagen Kiefern. Das Dorf hat 80 Einwohner, der tiefer gelegene Weiler Nikoloudes 11 Einwohner. Erreichbar ist Kosmadei nur über eine Serpentinenstraße, die von der Straße Leka nach Marathokambos abzweigt. Das Haupteinkommen der Einwohner liegt hauptsächlich im Weinanbau daneben im Anbau von Oliven und der Tierhaltung.
Seit 1918 bildete Kosmadei gemeinsam mit Nikoloudes die Landgemeinde Kosmadei (Κοινότητα Κοσμαδαίων Kinótita Kosmadéon). Mit der Umsetzung der Gemeindereform nach dem Kapodistrias-Programm im Jahr 1997 erfolgte die Eingliederung von Kosmadei in die Gemeinde Karlovasia. Die Verwaltungsreform 2010 führte die ehemaligen Gemeinden der Insel zur Gemeinde Samos zusammen. Seit der Korrektur der Verwaltungsreform 2019 in zwei Gemeinden zählt Kosmadei zur Gemeinde Dytiki Samos.
Einwohnerentwicklung von Kosmadei
| Name       | griechischer Name   | Code       | 1913 | 1920 | 1928 | 1940 | 1951 | 1961 | 1971 | 1981 | 1991 | 2001 | 2011 |
| ---------- | ------------------- | ---------- | ---- | ---- | ---- | ---- | ---- | ---- | ---- | ---- | ---- | ---- | ---- |
| Kosmadei   | Κοσμαδαίοι (m. pl.) | 5602010701 | 197  | 164  | 231  | 288  | 258  | 270  | 212  | 179  | 183  | 152  | 80   |
| Nikoloudes | Νικολούδες (m. pl.) | 5602010702 | 65   | 92   | 76   | 90   | 94   | 79   | 62   | 53   | 32   | 29   | 11   |
| Gesamt     | Gesamt              | 56020107   |      | 256  | 307  | 378  | 352  | 349  | 274  | 232  | 215  | 181  | 91   |